# Agim Shehu
Agim Shehu, född den 10 januari 1934 i Tepelena i Albanien, död juli 2021 i Genève i Schweiz, var en albansk poet.

## Verk
- Horizonti i kaltërt (1959)[1]
- Vite pa thinja (1970)[1]
- Fjalë nga zemra (1977)[1]
- Gurra e fjalës (1980)[1]
- Zëri i gjakut (1984)[1]
- Poezi (1986)[1]
- Ujvarat e diellit (1988)[1]

### Fotnoter
1. 1 2 3 4 5 6 7  Gjovalin shkurtaj och Enver Hysa : Gjuha Shqipe për të huajt dhe shqiptarët jashtë atdheut